# Krishna Karpfen
Der Krishna Karpfen (Hypselobarbus dobsoni), engl. Krishna Carp, ansonsten auch Saymeen, Chameen, തൊളു oder താമീന് genannt, ist eine endemisch in Indien lebende Karpfenfischart.

## Beschreibung
Hypselobarbus dobsoni besitzt die Flossenformel: Dorsale 9–13, Anale 2–6. Der Körper ist langgestreckt und weist keine Bänder oder Streifen auf. Der Fisch besitzt zwei Barteln und ein großes Maul mit überstehendem Oberkiefer. Die Rückenflosse hat einen gleichen Abstand zur Schnauzenspitze und zur Schwanzflossenbasis. Der Krishna Karpfen, im Durchschnitt 20 Zentimeter lang, kann bis über einen Meter lang werden. In den Westghats wurde ein Exemplar von 120 Zentimetern Länge und 10 Kilogramm Gewicht gefangen.

## Verbreitung und Lebensraum
Der Krishna Karpfen kommt endemisch nur in indischen Flüssen wie dem Krishna River oder dem Cauvery vor. Sein Verbreitungsgebiet beschränkt sich auf große tiefe Flüsse der Bergregion. Adulte Exemplare halten sich gerne hinter Felsen und anderen Flusssteinen auf, während Jungfische bevorzugt in Stromschnellen und tiefen Pools leben.

## Lebensweise
Der Krishna Karpfen ernährt sich von allochthonen Pflanzenmaterial und Detritus. Die Laichzeit beginnt nach dem Monsun, wenn sich die Wasserstände der Flüsse stabilisiert haben. Jungfische findet man von Februar bis März.

## Nutzung
Der Krishna Karpfen wird experimentell in Aquakultur gehalten.